# Georg Gemelich
Georg Gemelich (Gämlich) (* in Gunzenheim; † 20. Juli 1611 in Innsbruck) war ein deutsch-österreichischer Orgelbauer.

## Leben
Georg Gemelich aus Gunzenheim bei Donauwörth wurde 1597 als Bürger von Innsbruck aufgenommen, lebte aber schon früher dort. 1592 wurde ihm mit seinen Brüdern Hans, Kaspar und Leonhard durch Erzherzog Ferdinand II. von Tirol ein Wappen verliehen. 1594 und 1596 wird er als „Orgelmacher in der fürstlichen Werkstatt“ bezeichnet, wurde jedoch anlässlich der Auflösung des Hofstaats 1596 entlassen. Am 13. Januar 1597 heiratete er die Innsbrucker Hofuhrmacherstochter Sabine Yllmer, Schwägerin des Orgelmachers Joas Peck. Am 18. Juli 1597 erhielt er das Innsbrucker Bürgerrecht gegen 12 Mark Gebühr.
Er arbeitete an zahlreichen Orgeln in Innsbruck, Bozen (Spitalkirche, 1596–1598), Sterzing (Pfarrkirche, 1603/1604) und Bruneck (Pfarrkirche, 1607/1608). Über einem Neubau für das Regelhaus in Innsbruck starb er 1611 an der Pest (vermutlich Fleckfieber), wie kurz vorher schon seine Ehefrau und mehrere Kinder. Sein Sohn Johannes wurde als P. Bernhard Gemelich (1600–1660) Abt des Zisterzienserstiftes Stams.

## Werkliste
| Jahr      | Ort      | Gebäude                               | Bild | Manuale | Register | Bemerkungen                                           |
| --------- | -------- | ------------------------------------- | ---- | ------- | -------- | ----------------------------------------------------- |
| 1596–1598 | Bozen    | Spitalkirche                          |      |         |          | Spitalskirche 1786 unter Kaiser Joseph II. aufgehoben |
| 1603–1604 | Sterzing | Pfarrkirche Unsere Liebe Frau im Moos |      |         |          | nicht erhalten                                        |
| 1607–1608 | Bruneck  | Pfarrkirche Bruneck                   |      | II/P    | 11       | nicht erhalten                                        |